# 유단 (평리후)
유단(劉旦, ? ~ ?)은 전한 말기의 제후로, 평간경왕의 현손이다.

## 행적
아버지 유우의 뒤를 이어 평리후(平利侯)에 봉해졌으나, 전한이 멸망하여 작위가 박탈되었다.

## 출전
- 반고, 《한서》 권15하 왕자후표 下

| 선대 아버지 평리희후 유우 | 전한의 평리후 ? ~ 8년 | 후대 (전한 멸망) |